# Epioblasma capsaeformis
Epioblasma capsaeformis е вид мида от семейство Unionidae. Видът е критично застрашен от изчезване.

## Разпространение
Разпространен е в САЩ (Алабама, Вирджиния и Джорджия).